# 나카코마군

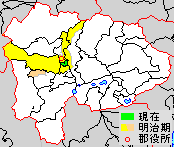
나카코마 군의 위치

나카코마군(일본어: 中巨摩郡, なかこまぐん)은 일본 야마나시현의 군이다.
인구 21,721명, 면적 9.08km², 인구밀도 2,392명/km².(2025년 3월 1일, 추계인구)
이하 1정으로 구성된다.
- 쇼와정(昭和町)

## 군역
1878년 출범 당시의 군역은 위의 1정 외에 아래 구역에 해당한다.
- 미나미알프스시
- 가이시의 대부분
- 고후시의 일부
- 주오시의 일부
- 미나미코마군 후지카와정의 일부

나카코마군에서 현재의 미나미알프스시역을 교사이(峡西), 주오시 지역을 교추(峡中)라고 부르는 일이 있다.

## 역사
- 1878년 12월 19일 - 군구정촌 편제법이 야마나시현에서 시행되면서 고마군 중 일부로 나카코마군이 발족.

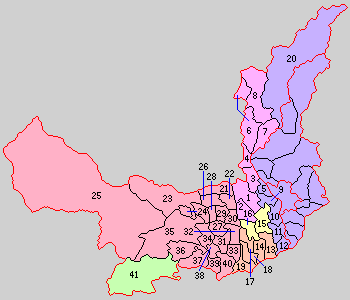
1.류오촌 2.다마하타촌 3.마쓰시마촌 4.후쿠오카촌 5.이케다촌 6.무쓰자와촌 7.깃사와촌 8.기요카와촌 9.구가와촌 10.고쿠보촌 11.오카마다촌 12.후타가와촌 13.이나즈미촌 14.산초촌 15.사이조촌 16.조에이촌 17.고이카와촌 18.하나와촌 19.시노부촌 20.미야모토촌 21.미카게촌 22.다노오카촌 23.미나모토촌 24.이노촌 25.아시야스촌 26.햐쿠타촌 27.유타카촌 28.자이케즈카촌 29.니시노촌 30.이마스와촌 31.미쓰에촌 32.가가미나카조촌 33.도다촌 34.아케호촌 35.사카키촌 36.노노세촌 37.오치아이촌 38.오이촌 39.고메이촌 40.난고촌 41.히라바야시촌 (보라:고후시 빨강:미나미알프스시 분홍:가이시 등생:주오시 노랑:쇼와정 녹색:미나미코마군 후지카와정)

- 1889년 7월 1일 - 정촌제 시행으로, 아래의 정촌이 발족.(41촌)
  - 류오촌(竜王村), 다마하타촌(玉幡村), 마쓰시마촌(松島村), 후쿠오카촌(福岡村): 현 가이시
  - 이케다촌(池田村): 현 고후시
  - 무쓰자와촌(睦沢村), 깃사와촌(吉沢村), 기요카와촌(清川村): 현 가이시
  - 구가와촌(貢川村), 고쿠보촌(国母村), 오카마다촌(大鎌田村), 후타가와촌(二川村): 현 고후시
  - 이나즈미촌(稲積村), 산초촌(三町村): 현 주오시
  - 사이조촌(西条村), 조에이촌(常永村): 현 쇼와정
  - 고이카와촌(小井川村), 하나와촌(花輪村), 시노부촌(忍村): 현 주오시
  - 미야모토촌(宮本村): 현 고후시
  - 미카게촌(御影村), 다노오카촌(田之岡村), 미나모토촌(源村), 이노촌(飯野村), 아시야스촌(芦安村), 햐쿠타촌(百田村), 유타카촌(豊村), 자이케즈카촌(在家塚村), 니시노촌(西野村), 이마스와촌(今諏訪村), 미쓰에촌(三恵村), 가가미나카조촌(鏡中条村), 도다촌(藤田村), 아케호촌(明穂村), 사카키촌(榊村), 노노세촌(野之瀬村), 오치아이촌(落合村), 오이촌(大井村), 고메이촌(五明村), 난고촌(南湖村): 현 미나미알프스시
  - 히라바야시촌(平林村): 현 미나미코마군 후지카와정
- 1927년 4월 1일 - 마쓰시마촌·후쿠오카촌이 합병하여, 시키시마촌(敷島村)이 발족.(40촌)
- 1936년 7월 1일 - 아케호촌이 정제 시행과 개칭으로 오가사와라정(小笠原町)이 됨.(1정 39촌)
- 1937년 8월 1일 - 고쿠보촌·구가와촌이 고후시에 편입.(1정 35촌)
- 1941년 2월 11일 - 고이카와촌·하나와촌·시노부촌이 합병하여, 다토미촌(田富村)이 발족.
- 1942년 7월 1일 - 사이조촌·조에이촌이 합병하여, 쇼와촌(昭和村)이 발족.(1정 34촌)
- 1946년 10월 17일 - 시키시마촌이 정제 시행으로 시키시마정(敷島町)이 됨.(2정 33촌)
- 1949년 12월 1일 - 이케다촌이 고후시에 편입.(2정 32촌)
- 1951년 7월 1일 - 이노촌·자이케즈카촌이 합병하여, 고마정(巨摩町)이 발족.(3정 30촌)
- 1954년
  - 3월 10일 - 미쓰에촌·가가미나카조촌·도다촌이 합병하여, 와카쿠사촌(若草村)이 발족.(3정 28촌)
  - 4월 1일(3정 23촌)
    - 고마정·햐쿠타촌·니시노촌·이마스와촌이 합병하여, 시라네정(白根町)이 발족.
    - 오가사와라정·사카키촌·노노세촌이 합병하여, 구시가타정(櫛形町)이 발족.

  - 6월 1일 - 히라바야시촌이 미나미코마군 마스호정에 편입.(3정 22촌)
  - 10월 17일(3정 16촌)
    - 오카마다촌·후타가와촌·미야모토촌이 고후시에 편입.
    - 시키시마정·무쓰자와촌·기요카와촌·깃사와촌이 합방혀여, 새로이 시키시마정이 발족.
- 1955년
  - 3월 20일 - 산초촌·이나즈미촌이 합병하여, 다마호촌(玉穂村)이 발족.(3정 15촌)
  - 4월 1일 - 오치아이촌·오이촌·고메이촌·난고촌이 합병하여, 고사이정(甲西町)이 발족.(4정 11촌)
- 1956년
  - 5월 3일 - 미카게촌·다노오카촌이 합병하여, 핫타촌(八田村)이 발족.(4정 10촌)
  - 9월 30일 - 류오촌·다마하타촌이 합병하여, 류오정(竜王町)이 발족.(5정 8촌)
- 1957년 11월 1일 - 미나모토촌의 일부가 시라네정에 편입.
- 1959년
  - 5월 1일 - 미나모토촌이 시라네정에 편입.(5정 7촌)
  - 10월 1일 - 와카쿠사촌이 정제 시행으로 와카쿠사정(若草町)이 됨.(6정 6촌)
- 1960년 4월 1일 - 유타카촌이 구시가타정에 편입.(6정 5촌)
- 1968년 4월 1일 - 다토미촌이 정제 시행으로 다토미정(田富町)이 됨.(7정 4촌)
- 1971년 4월 1일 - 쇼와촌이 정제 시행으로 쇼와정(昭和町)이 됨.(8정 3촌)
- 1985년 4월 1일 - 다마호촌이 정제 시행으로 다마호정(玉穂町)이 됨.(9정 2촌)
- 2003년 4월 1일 - 구시가타정·와카쿠사정·시라네정·고사이정·핫타촌·아시야스촌이 합병하여, 미나미알프스시(南アルプス市)가 발족, 군에서 이탈.(5정)
- 2004년 9월 1일 - 류오정·시키시마정이 기타코마군 후타바정과 합병하여 가이시(甲斐市)가 발족, 군에서 이탈.(3정)
- 2006년 2월 20일 - 다토미정·다마호정이 히가시야쓰시로군 도요토미촌과 합병하여 주오시(中央市)가 발족, 군에서 이탈.(1정)

## 같이 보기
- 고마군
- 미나미코마군
- 기타코마군